# ريتشارد شيرمان
ريتشارد شيرمان (بالألمانية: Richard Schirrmann)‏ (15 مايو، 1874 – 14 ديسمبر، 1961) مدرس ألماني وأول مؤسس لفكرة بيوت الشباب.
ولد في جرونوكو، في مقاطعة بروسيا، وهو ابن أحد المعلمين، درس شيرمان ليصبح مدرسا نفسه. في عام 1895 حصل على المؤهل له، وأرسل إلى ألتينا، بمقاطعة وستفاليا، في عام 1903. في عام 1907 هو نشر لأول مرة فكرته على سكن رخيص للشباب، بعدما لاحظ عدم وجود مثل هذه الأماكن في رحلة مدرسية عندما اضطر لقضاء ليلة في الحظائر أو مباني مدرسة القرية. تلقى شيرمان دعما كبيرا وتبرعات، وقال انه في عام 1912 فتح بيوت الشباب الأول في قلعة Altena أعيد بناؤه مؤخرا.
في ديسمبر 1915، «عندما دقت أجراس عيد الميلاد في قرى فوج وراء خطوط.. حدث شيء خيالي غير عسكري. القوات الألمانية والفرنسية التي عفويا السلام وتوقف القتال، بل زار بعضهم البعض من خلال الأنفاق خندق مهجور، وتبادلا والنبيذ والكونياك والسجائر لدعم رغيف الخبز الأسود وستفاليا، والبسكويت ولحم الخنزير. هذا يناسب بشكل جيد، بحيث ظلت أصدقاء جيدين حتى بعد عيد الميلاد قد انتهت». شيرمان كان في فوج يحمل موقفا من بيرناهردستين، واحدة من جبال الفوج، وفصلهم عن القوات الفرنسية من قبل، المحرمة الضيقة «تحرث الأرض تتناثر فيها الأشجار المحطمة، بزيادة عن قصف، برية من الأرض، وشجرة الشعبية والزي ممزقة». والأرض، والتي تمثل له يقول تم ترميمه قريبا الانضباط العسكري، ولكن شيرمان تفكر على خلفية الحادث، وعما إذا كان مدروس «ويمكن تقديم الشباب من جميع البلدان التي لديها أماكن لقاء مناسب حيث يمكن الحصول على معرفة بعضنا البعض».